# Amos Popa
Amos Popa (născut în Ciugudu de Jos, județul Alba) a fost un delegat și semnatar al Actului Unirii de la 1 decembrie 1918 de la Alba Iulia.